# Jafre

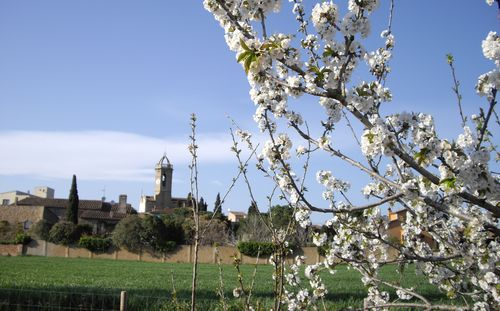
Jafre in de lente

Jafre is een gemeente in de Spaanse provincie Girona in de regio Catalonië met een oppervlakte van 7 km². Jafre telt 386 inwoners (1 januari 2016).

## Demografische ontwikkeling
Bron: INE, 1857-2011: volkstellingen